# Andries Noppert
Andries Noppert (Heerenveen, Países Bajos, 7 de abril de 1994) es un futbolista neerlandés que juega de guardameta y su equipo es el S. C. Heerenveen de la Eredivisie.

## Trayectoria
Formado en las inferiores del S. C. Heerenveen, Noppert fue promovido al prime equipo en la temporada 2013-14, sin embargo no debutó con el club y fichó con el NAC Breda en 2014.
Tras pasos por el Foggia de Italia, el Dordrecht y el Go Ahead Eagles, en mayo de 2022 regresó al S. C. Heerenveen.

## Selección nacional
Recibió su primera llamada a la selección de los Países Bajos en septiembre de 2022. Fue citado para formar parte del plantel que disputó la Copa Mundial de Fútbol de 2022 e hizo su debut con la selección en el primer partido del torneo ante Senegal.

### Participaciones en Copas del Mundo
| Copa              | Sede  | Resultado        | Partidos | Goles |
| ----------------- | ----- | ---------------- | -------- | ----- |
| Copa Mundial 2022 | Catar | Cuartos de final | 5        | 0     |

## Estadísticas

### Clubes
| Club | Div.          | Temporada     | Liga  | Liga  | Copas nacionales(1) | Copas nacionales(1) | Otros(2) | Otros(2) | Total | Total |
| Club | Div.          | Temporada     | Part. | Goles | Part.               | Goles               | Part.    | Goles    | Part. | Goles |
| --- | ------------- | ------------- | ----- | ----- | ------------------- | ------------------- | -------- | -------- | ----- | ----- |
| NAC Breda · Países Bajos | 1.ª           | 2014-15       | 0     | 0     | 0                   | 0                   | 0        | 0        | 0     | 0     |
| NAC Breda · Países Bajos | 2.ª           | 2015-16       | 1     | 0     | 0                   | 0                   | 0        | 0        | 1     | 0     |
| NAC Breda · Países Bajos | 2.ª           | 2016-17       | 2     | 0     | 1                   | 0                   | 0        | 0        | 3     | 0     |
| NAC Breda · Países Bajos | 1.ª           | 2017-18       | 3     | 0     | 0                   | 0                   | —        | —        | 3     | 0     |
| NAC Breda · Países Bajos | Total club    | Total club    | 6     | 0     | 1                   | 0                   | 0        | 0        | 7     | 0     |
| Foggia Calcio · Italia | 2.ª           | 2017-18       | 5     | 0     | —                   | —                   | —        | —        | 5     | 0     |
| Foggia Calcio · Italia | 2.ª           | 2018-19       | 3     | 0     | 0                   | 0                   | —        | —        | 3     | 0     |
| Foggia Calcio · Italia | Total club    | Total club    | 8     | 0     | 0                   | 0                   | 0        | 0        | 8     | 0     |
| F. C. Dordrecht · Países Bajos                                                                                               | 2.ª           | 2019-20       | 2     | 0     | 0                   | 0                   | —        | —        | 2     | 0     |
| Go Ahead Eagles · Países Bajos                                                                                               | 2.ª           | 2020-21       | 0     | 0     | 0                   | 0                   | —        | —        | 0     | 0     |
| Go Ahead Eagles · Países Bajos                                                                                               | 1.ª           | 2021-22       | 15    | 0     | 5                   | 0                   | —        | —        | 20    | 0     |
| Go Ahead Eagles · Países Bajos                                                                                               | Total club    | Total club    | 15    | 0     | 5                   | 0                   | 0        | 0        | 20    | 0     |
| S. C. Heerenveen · Países Bajos                                                                                              | 1.ª           | 2022-23       | 18    | 0     | 0                   | 0                   | 2        | 0        | 20    | 0     |
| S. C. Heerenveen · Países Bajos                                                                                              | 1.ª           | 2023-24       | 19    | 0     | 0                   | 0                   | —        | —        | 19    | 0     |
| S. C. Heerenveen · Países Bajos                                                                                              | Total club    | Total club    | 37    | 0     | 0                   | 0                   | 2        | 0        | 39    | 0     |
| Total carrera | Total carrera | Total carrera | 68    | 0     | 6                   | 0                   | 2        | 0        | 76    | 0     |
| (1) Incluye datos de la Copa de los Países Bajos y Copa Italia. (2) Incluye datos de los play-off europeos de la Eredivisie. |               |               |       |       |                     |                     |          |          |       |       |

## Palmarés

### Distinciones individuales
| Distinción                      | Año            |
| ------------------------------- | -------------- |
| Equipo del mes de la Eredivisie | Agosto de 2022 |